# Karaté aux Jeux africains de 2015
Navigation
2011 2019
Les compétitions de Karaté  aux Jeux africains de 2015 ont lieu du 7 au 9 septembre 2015, au Palais des sports de Kintélé à Brazzaville, en république du Congo.

## Médaillés

### Hommes
| Épreuves        | Or                         | Argent | Bronze                                                |
| --------------- | -------------------------- | --- | ----------------------------------------------------- |
| Kata individuel | Ahmed Shawky               | Mouad Outis | Michael du Plessis Bakwadi Ofentse                    |
| Kata équipes    | Égypte                     | Algérie Abdelhakim Houa Samir Lakrout Mouad Outis                                                                           | Afrique du Sud République du Congo                    |
| Kumite - 60 kg  | Innocent Okemba            | Abdelkrim Bouamria | Nader Azzouzi Balungile Ngcofe                        |
| Kumite - 67 kg  | Abdelatif Benkhaled        | Dany Dieudonné Mba Minisa                                                                                                   | Ali Elsawy Jan Adriann Booyens                        |
| Kumite - 75 kg  | Omar Abdelrahman           | Sandile Makgwali | Adonain Mayinguidi El Hadj Ibrahima Mbaye             |
| kumite - 84 kg  | Innocent Yves Andegue Mbia | Mouad Achache | Davy Diego Mez Mouhamed Diagne                        |
| Kumite +84 kg   | Dualde Malonga Kiminou     | Ahmed Elasfar | Adel Amin Ali Soliman Etienne Martial Nonagni Bayomog |
| Kumite équipes  | Égypte                     | Algérie Youcef Hassani Mouad Achache Abdelatif Benkhaled Anis Samy Brahimi Yuba Cherik Mohamed Benathmane Missipsa Hamadini | République du Congo Sénégal                           |

### Femmes
| Épreuves        | Or                                                               | Argent          | Bronze                                   |
| --------------- | ---------------------------------------------------------------- | --------------- | ---------------------------------------- |
| Kata individuel | Manal Kamilia Hadj Said                                          | Sarah Sayed     | Maxine Willemse Sylvie Viviane Ambani    |
| Kata équipes    | Algérie Manal Kamilia Hadj Said Selma Bedja Yamina Belabes       | Égypte          | Botswana Nigeria                         |
| Kumite - 50 kg  | Lydia Besbes                                                     | Lame Hetanano   | Radwa Sayed Cynthia Nisame Oyono         |
| Kumite - 55 kg  | Yassmin Attia                                                    | Marianne Ndiaye | Oceanne Mylene Ganiero Thato Malunga     |
| Kumite - 61 kg  | Giana Lotfy                                                      | Saïda Djedra    | Rosine Joelle Tchuako Boutheina Hasnaoui |
| kumite - 68 kg  | Lamya Matoub                                                     | Meghan Booyens  | Merilynn Manthe Radwa Abdelsalam         |
| Kumite +68 kg   | Mame Fatou Thiaw                                                 | Imene Atif      | Nina Youlou Faten Aissa                  |
| Kumite équipes  | Algérie Lamya Matoub Yasmine Benazzoug Saida Djedra Randa Mokdas | Sénégal         | Nigeria Égypte                           |

## Tableau des médailles
| Rang | Nation              | Or | Argent | Bronze | Total |
| ---- | ------------------- | -- | ------ | ------ | ----- |
| 1    | Algérie             | 6  | 7      | 0      | 13    |
| 2    | Égypte              | 6  | 3      | 4      | 13    |
| 3    | République du Congo | 2  | 0      | 5      | 7     |
| 4    | Sénégal             | 1  | 2      | 3      | 6     |
| 5    | Cameroun            | 1  | 0      | 3      | 4     |
| 6    | Afrique du Sud      | 0  | 2      | 5      | 7     |
| 7    | Botswana            | 0  | 1      | 4      | 5     |
| 8    | Gabon               | 0  | 1      | 1      | 2     |
| 9    | Tunisie             | 0  | 0      | 3      | 3     |
| 10   | Nigeria             | 0  | 0      | 2      | 2     |
| 11   | Bénin               | 0  | 0      | 1      | 1     |
| 11   | Libye               | 0  | 0      | 1      | 1     |
|      | Total               | 16 | 16     | 32     | 64    |